# Lo de Mena
Lo de Mena är en ort i Mexiko.   Den ligger i kommunen Sombrerete och delstaten Zacatecas, i den centrala delen av landet, 600 km nordväst om huvudstaden Mexico City. Lo de Mena ligger 2 136 meter över havet och antalet invånare är 260.
Terrängen runt Lo de Mena är platt söderut, men norrut är den kuperad. Runt Lo de Mena är det glesbefolkat, med 16 invånare per kvadratkilometer. Närmaste större samhälle är Sombrerete, 9,9 km norr om Lo de Mena. Omgivningarna runt Lo de Mena är i huvudsak ett öppet busklandskap.